# Liste von Seebrücken

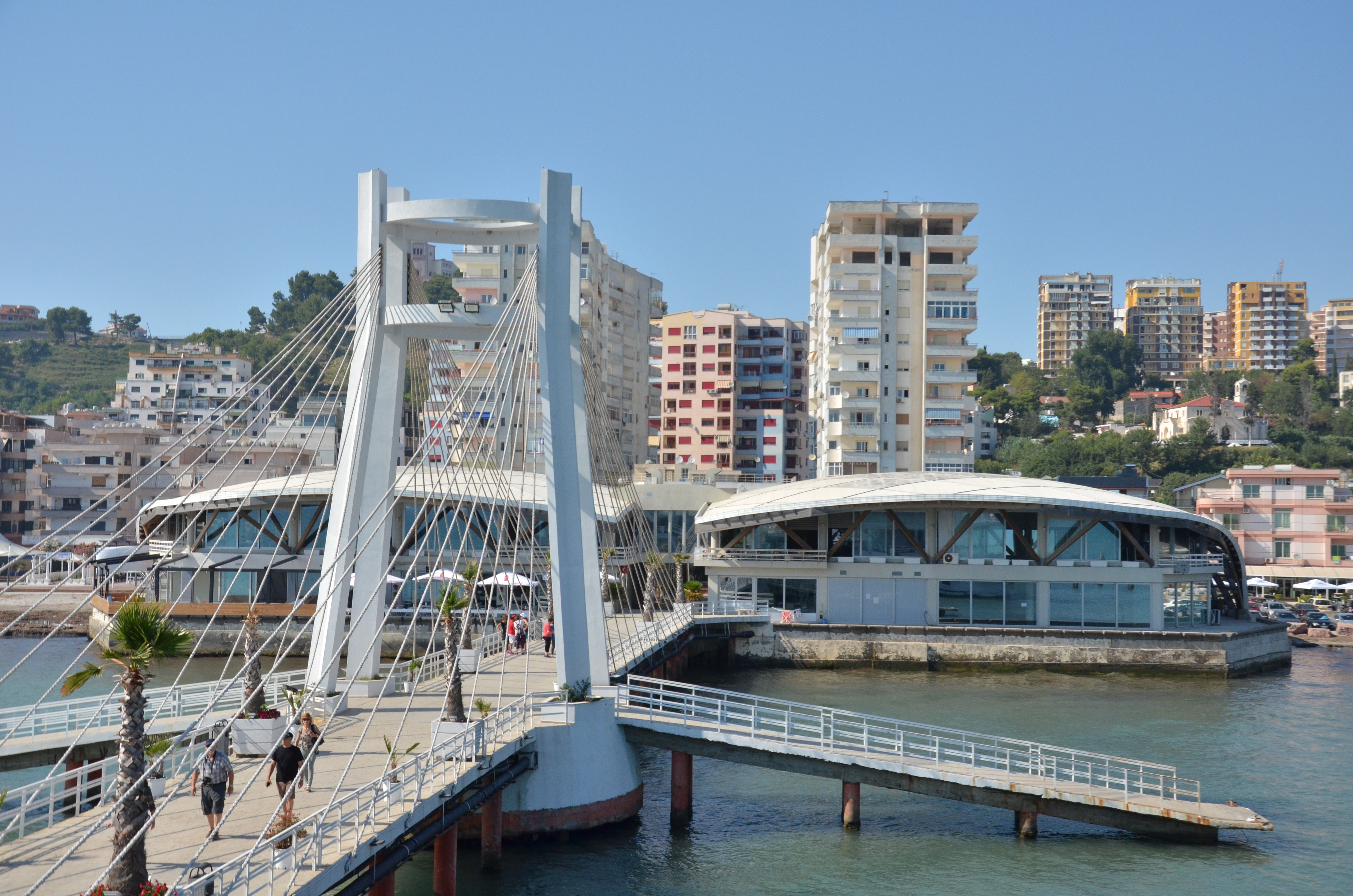
Seebrücke an der Strandpromenade in Durrës, Albanien

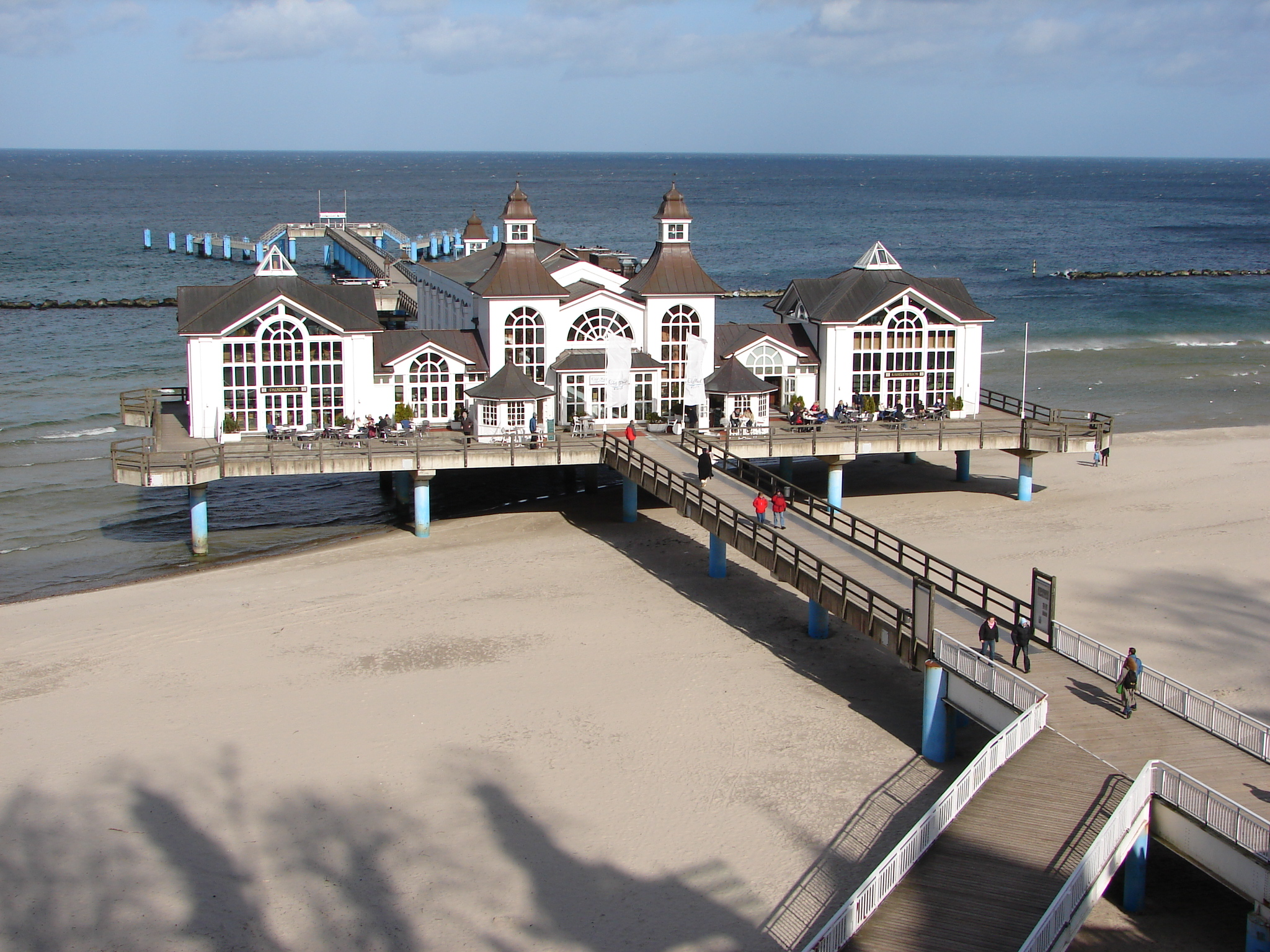
Seebrücke in Sellin, Deutschland

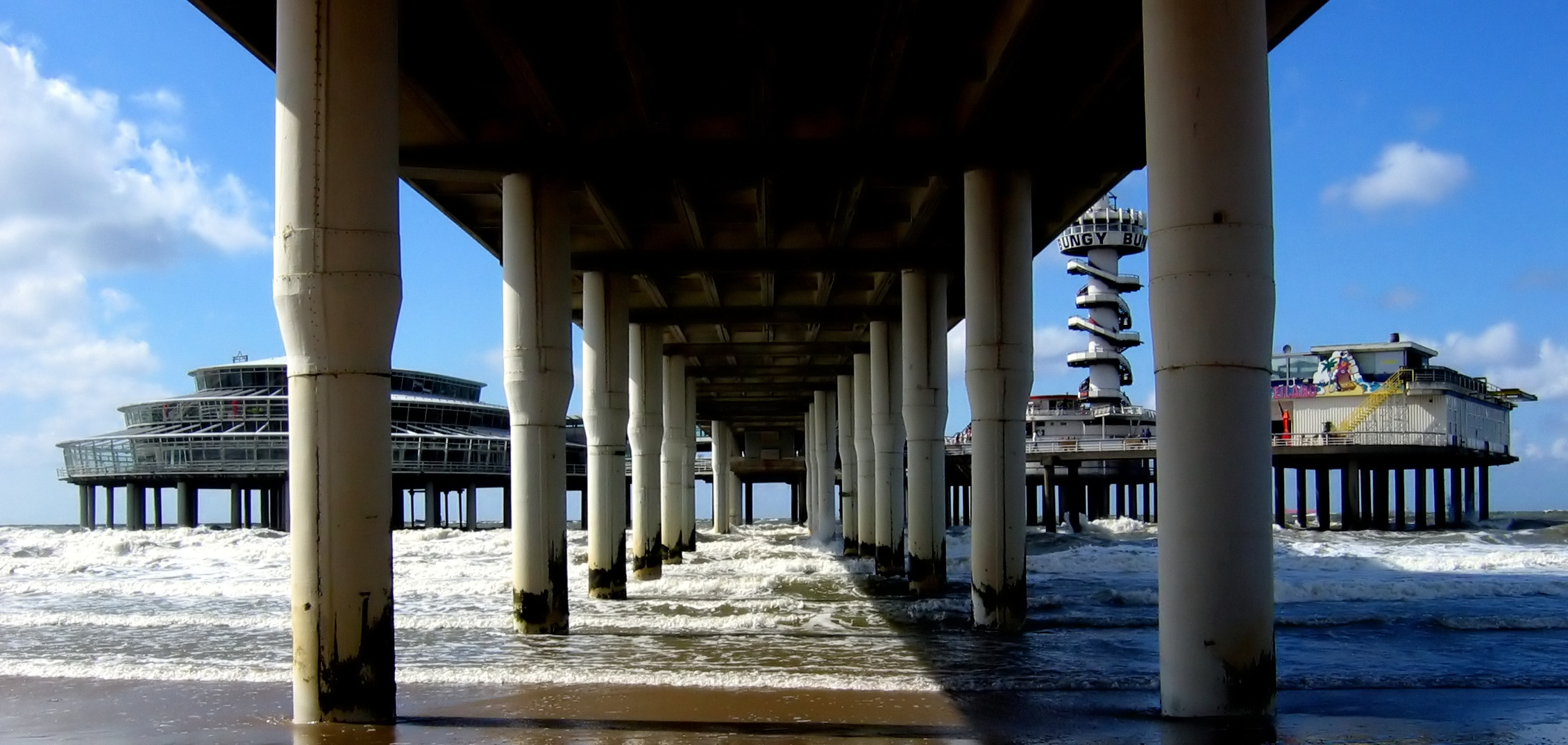
Unteransicht der Seebrücke in Scheveningen

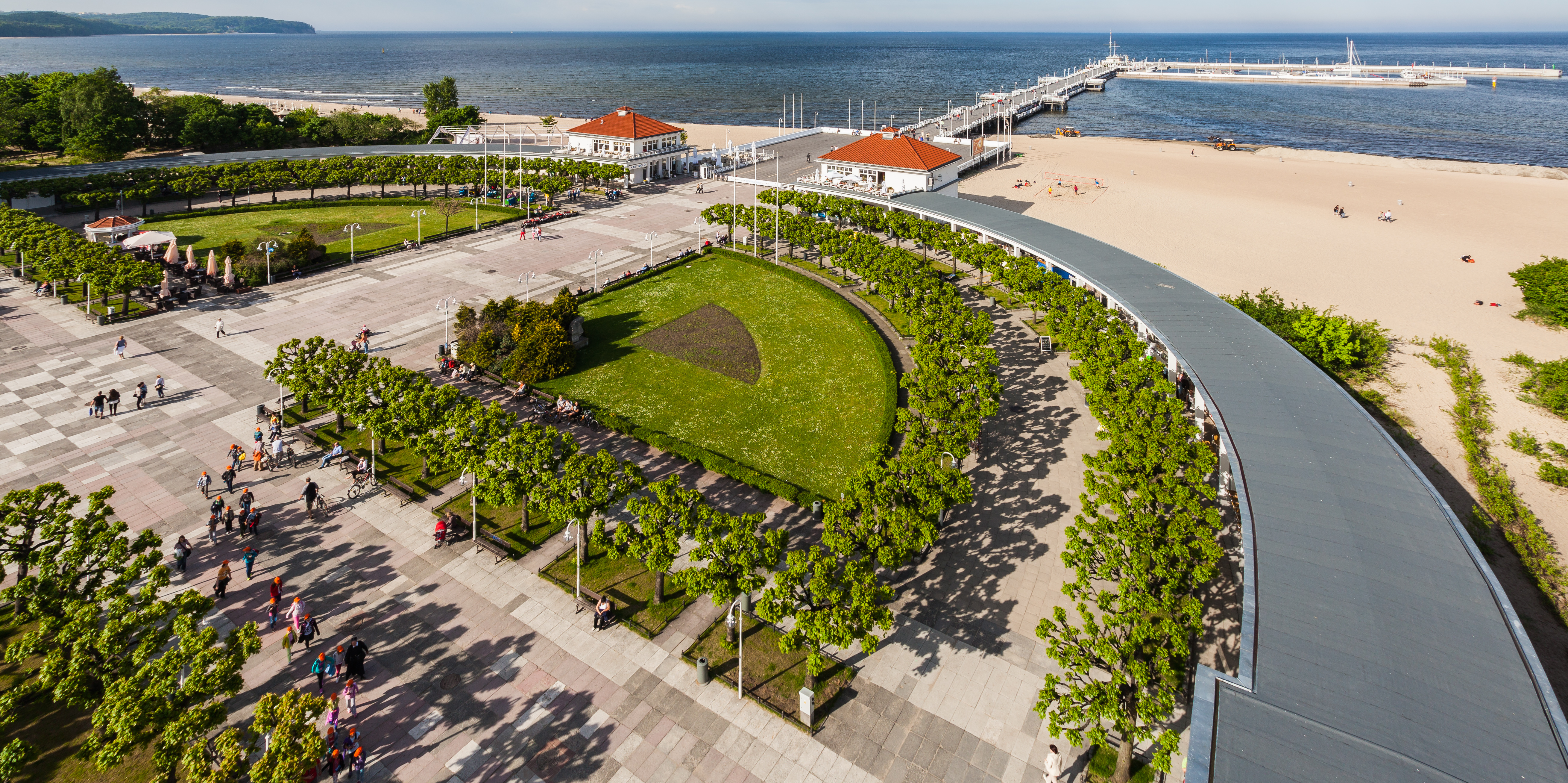
Seebrücke in Sopot, Polen

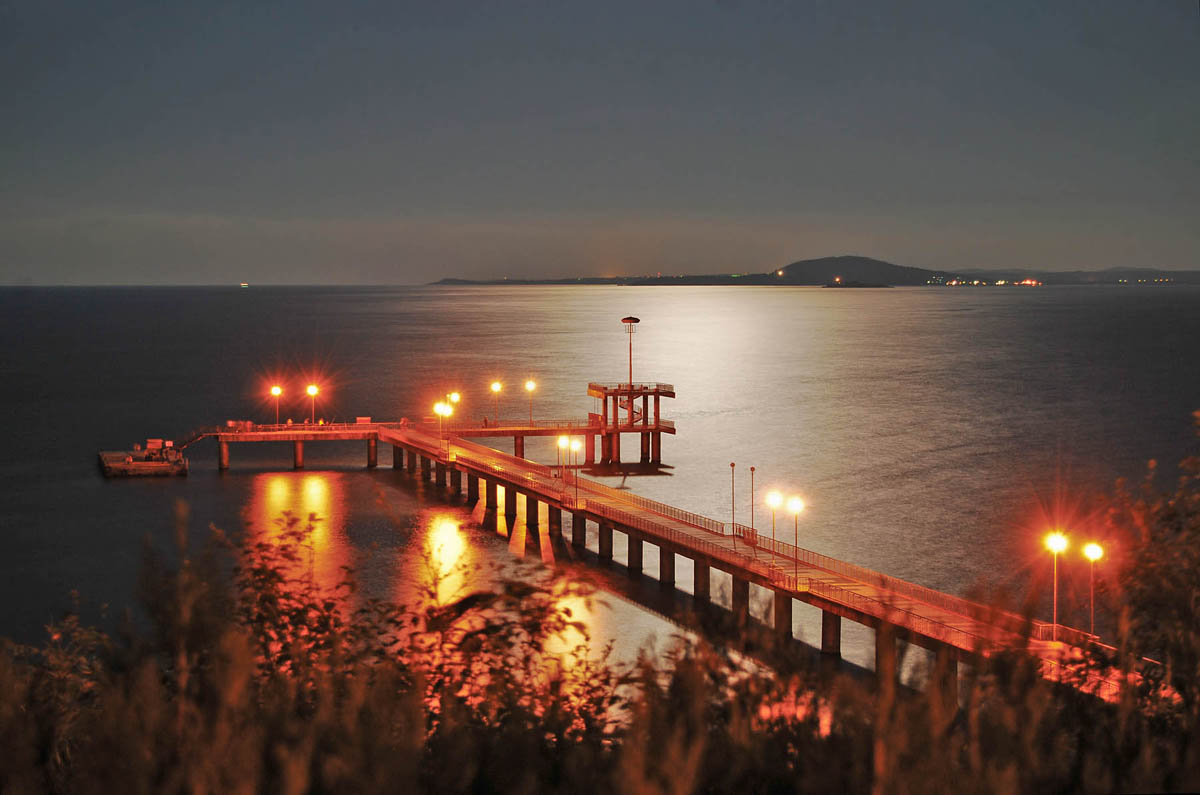
Meeresbrücke und die Bucht von Burgas, Bulgarien

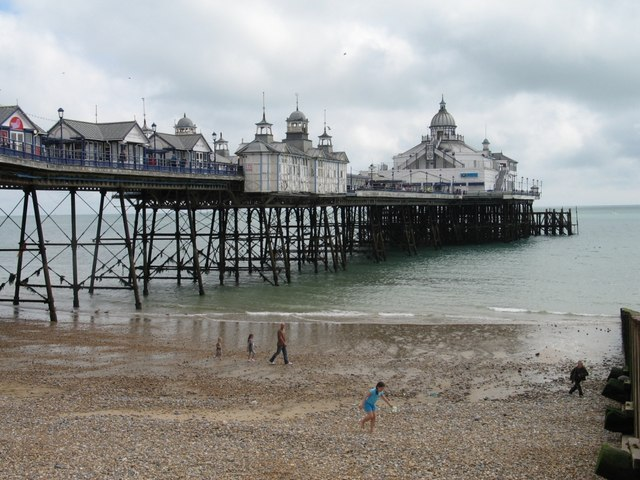
Eastbourne Pier, Vereinigtes Königreich

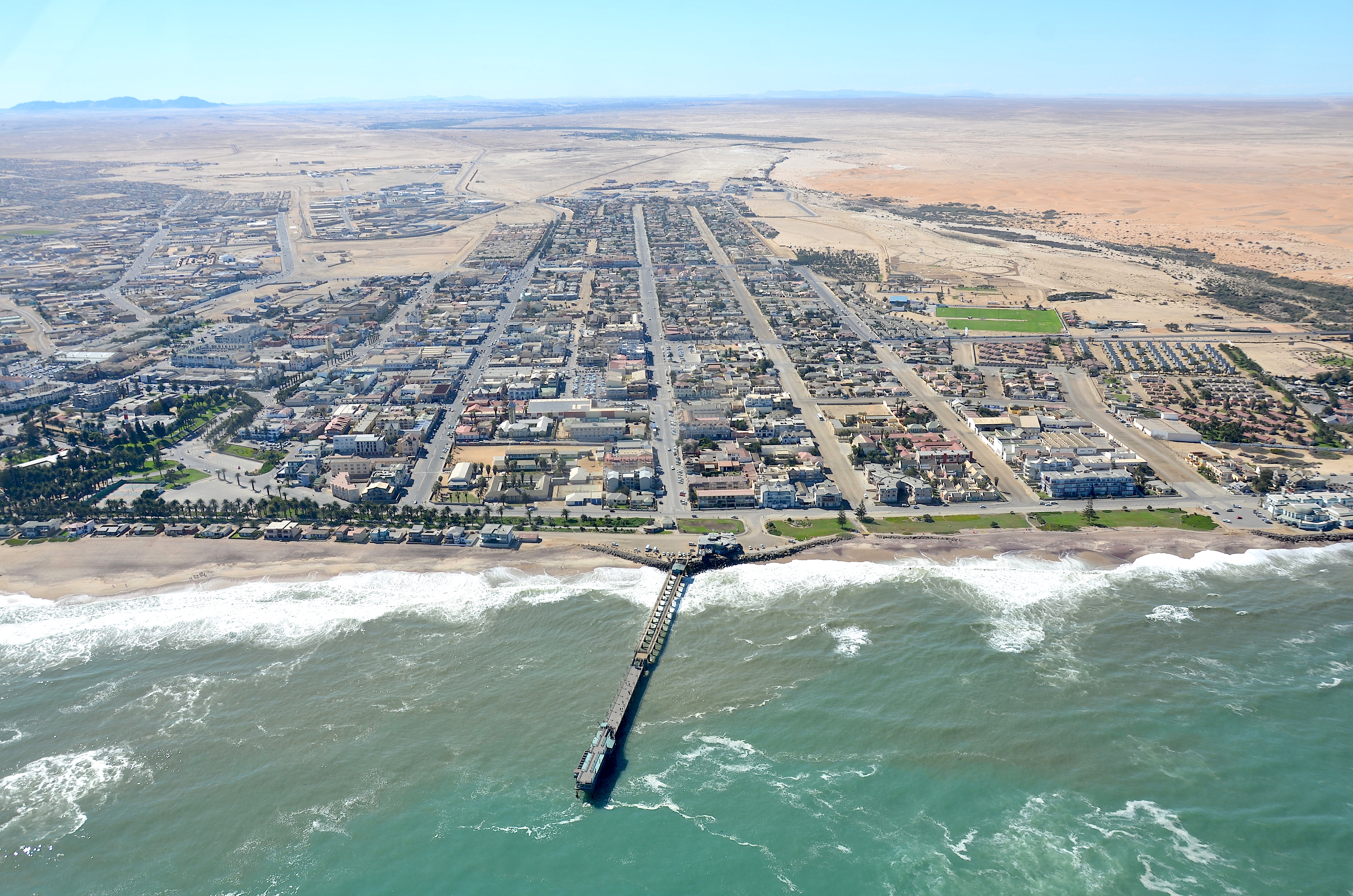
Seebrücke (Jetty) Swakopmund, Namibia, aus der Vogelperspektive (2017)

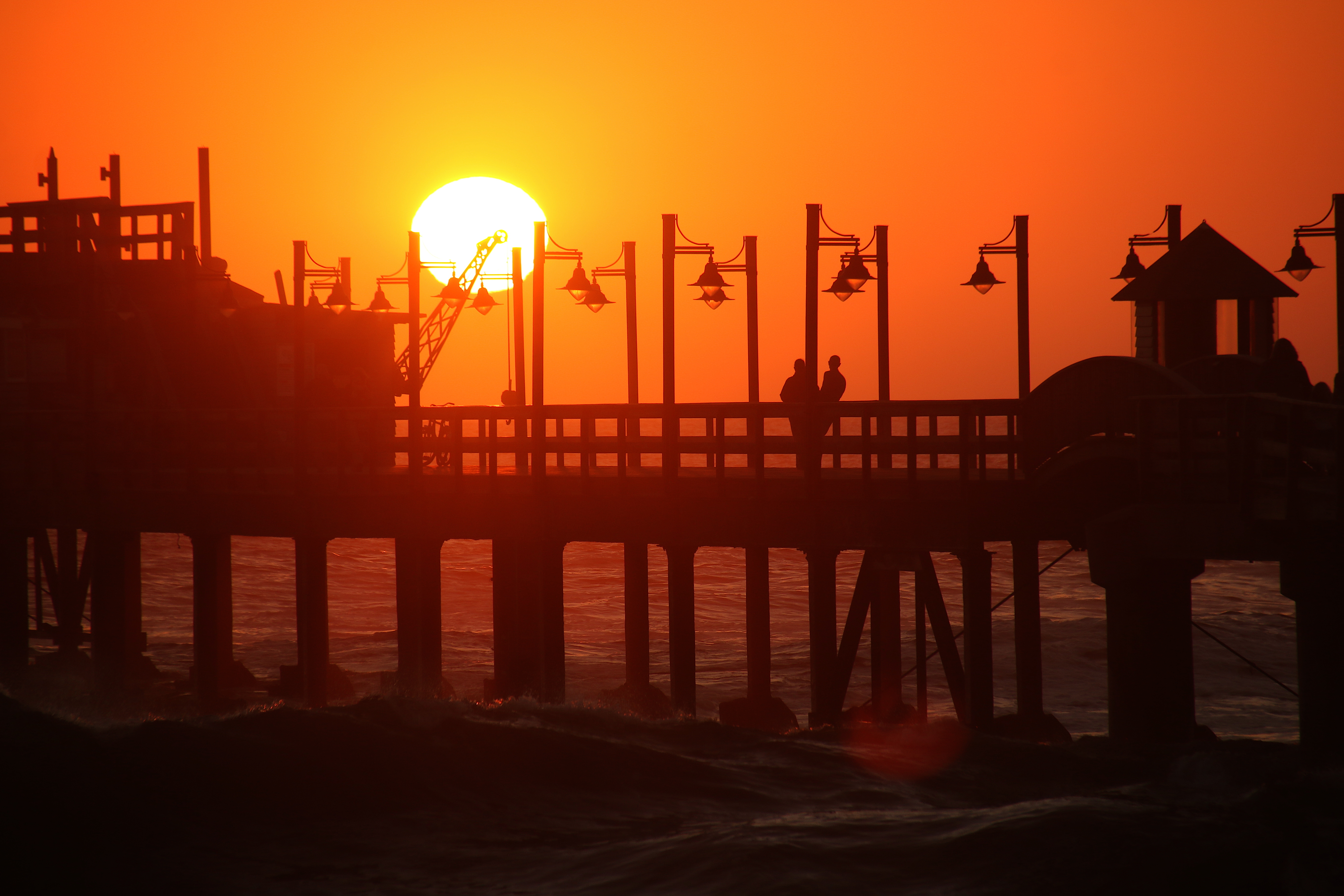
Jetty in Swakopmund bei Sonnenuntergang

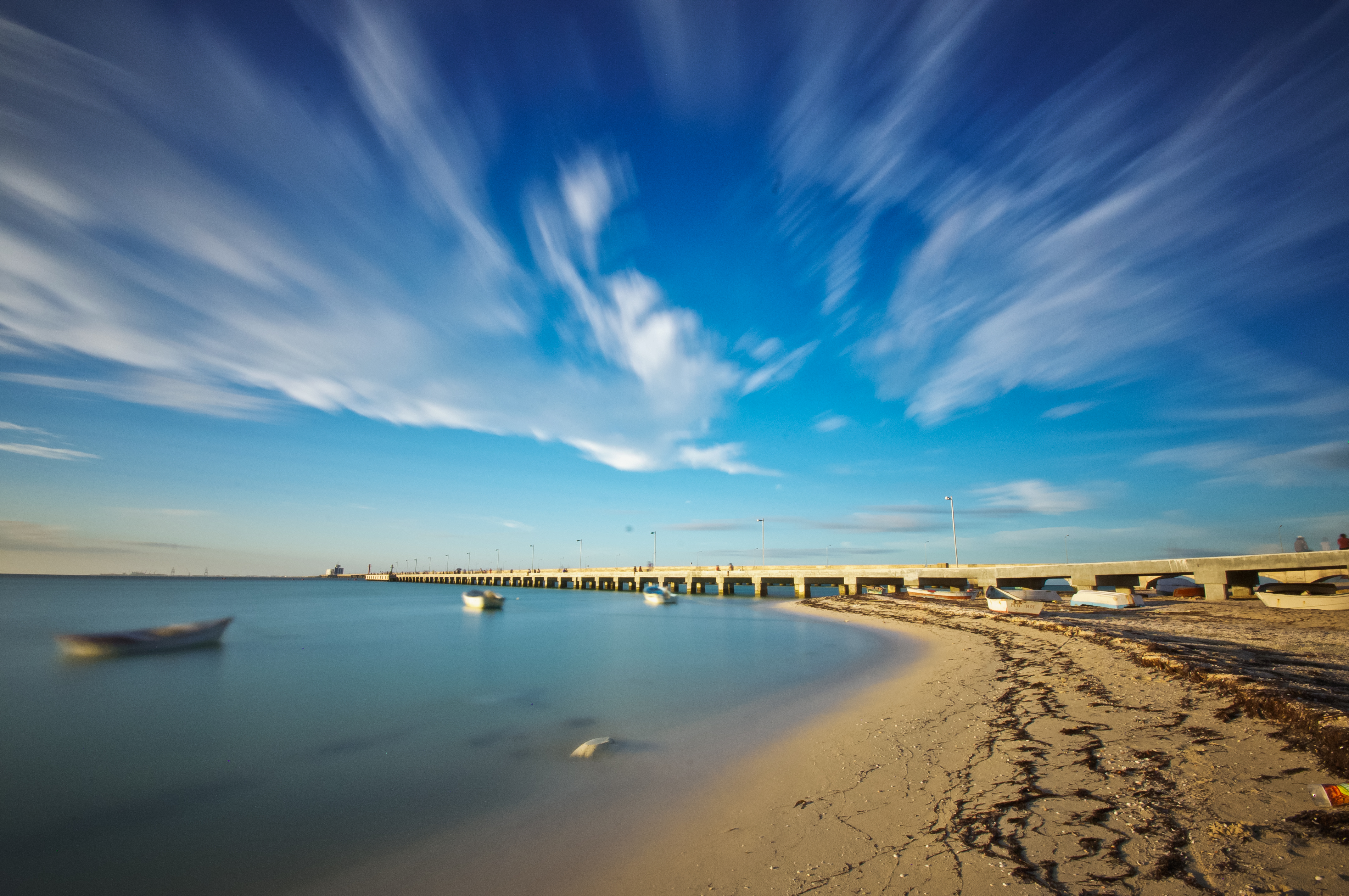
Seebrücke Progreso

Der Oceanside Pier

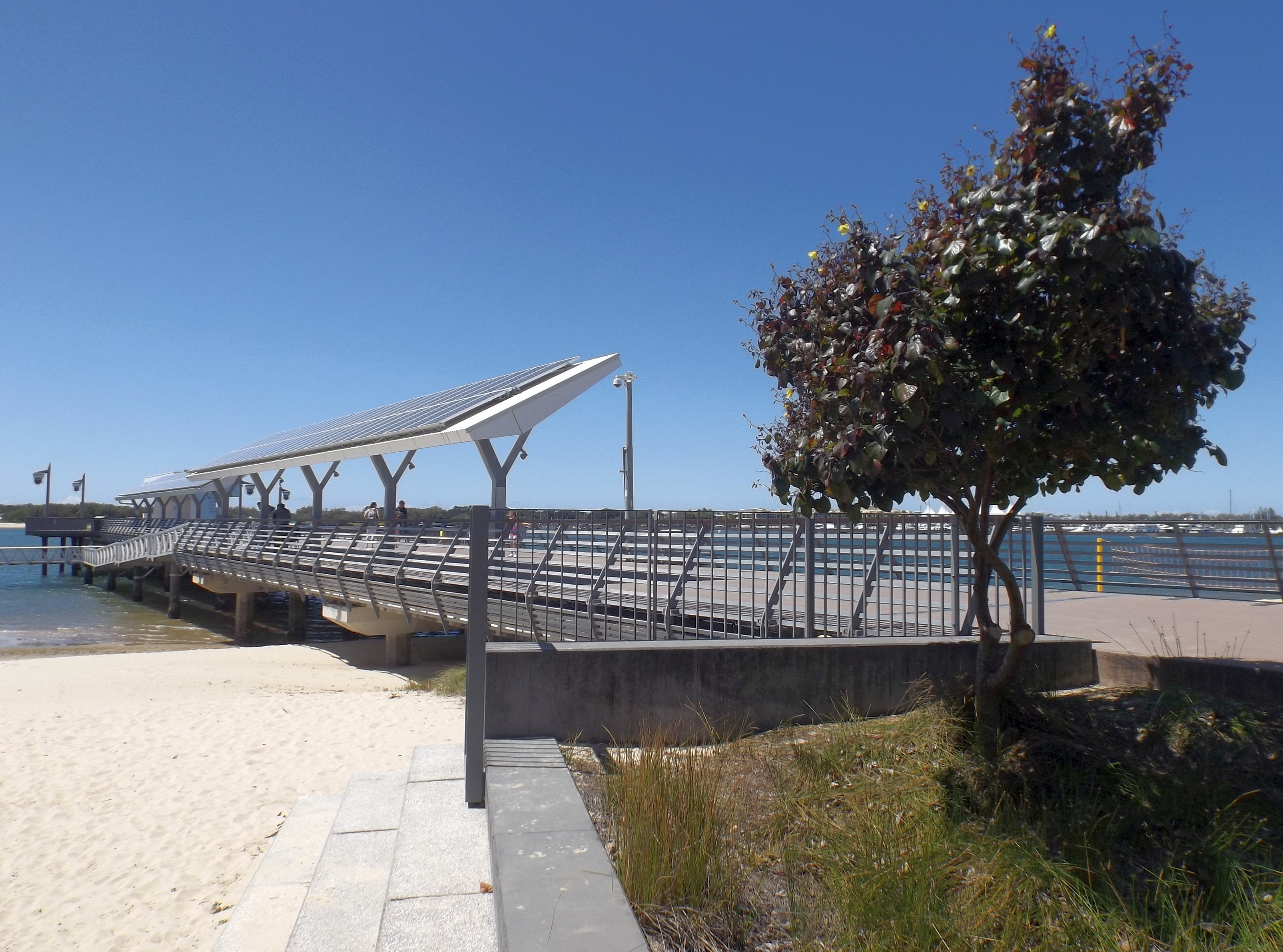
Southport Pier, Australien

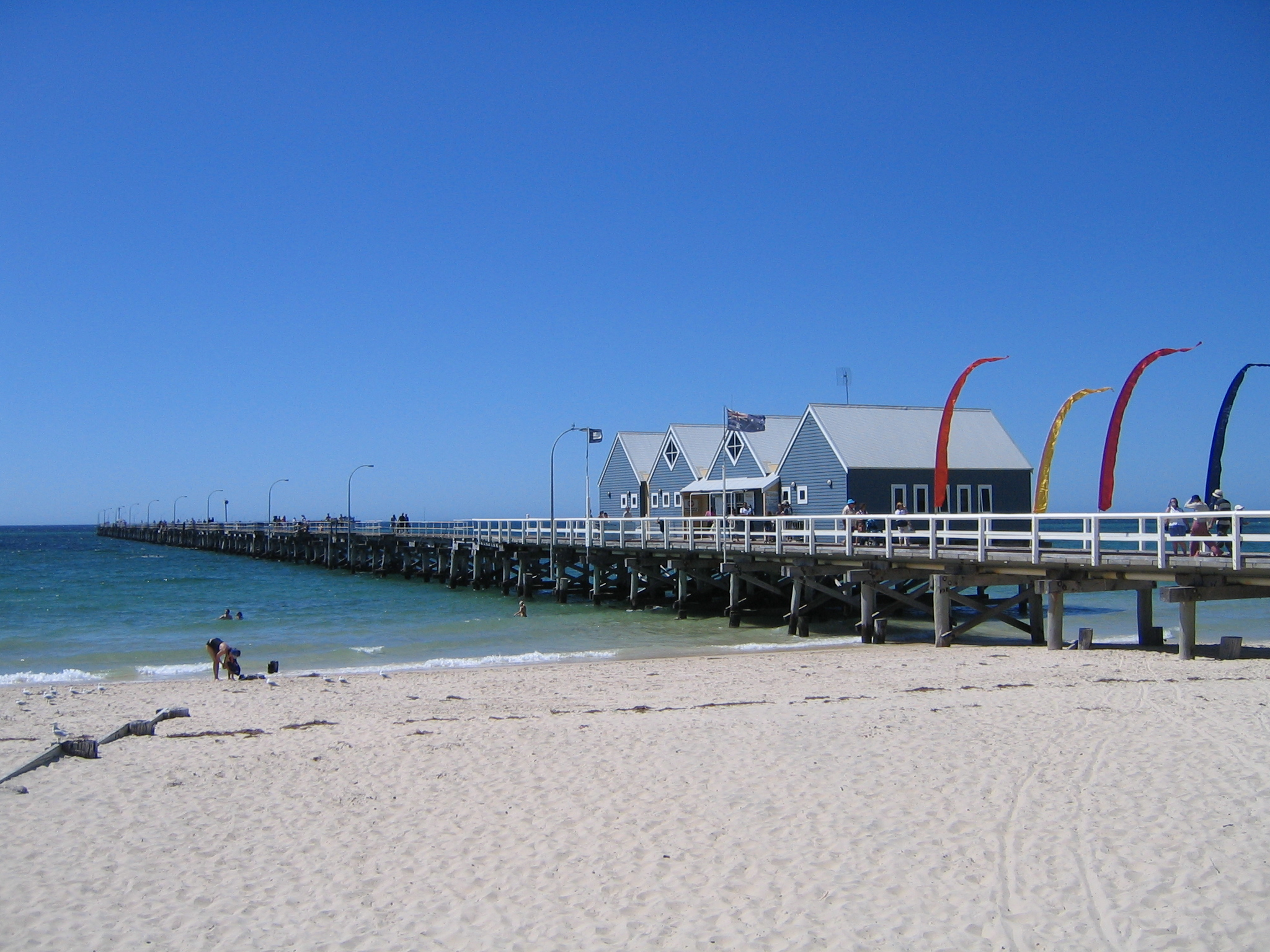
Busselton Jetty, Australien

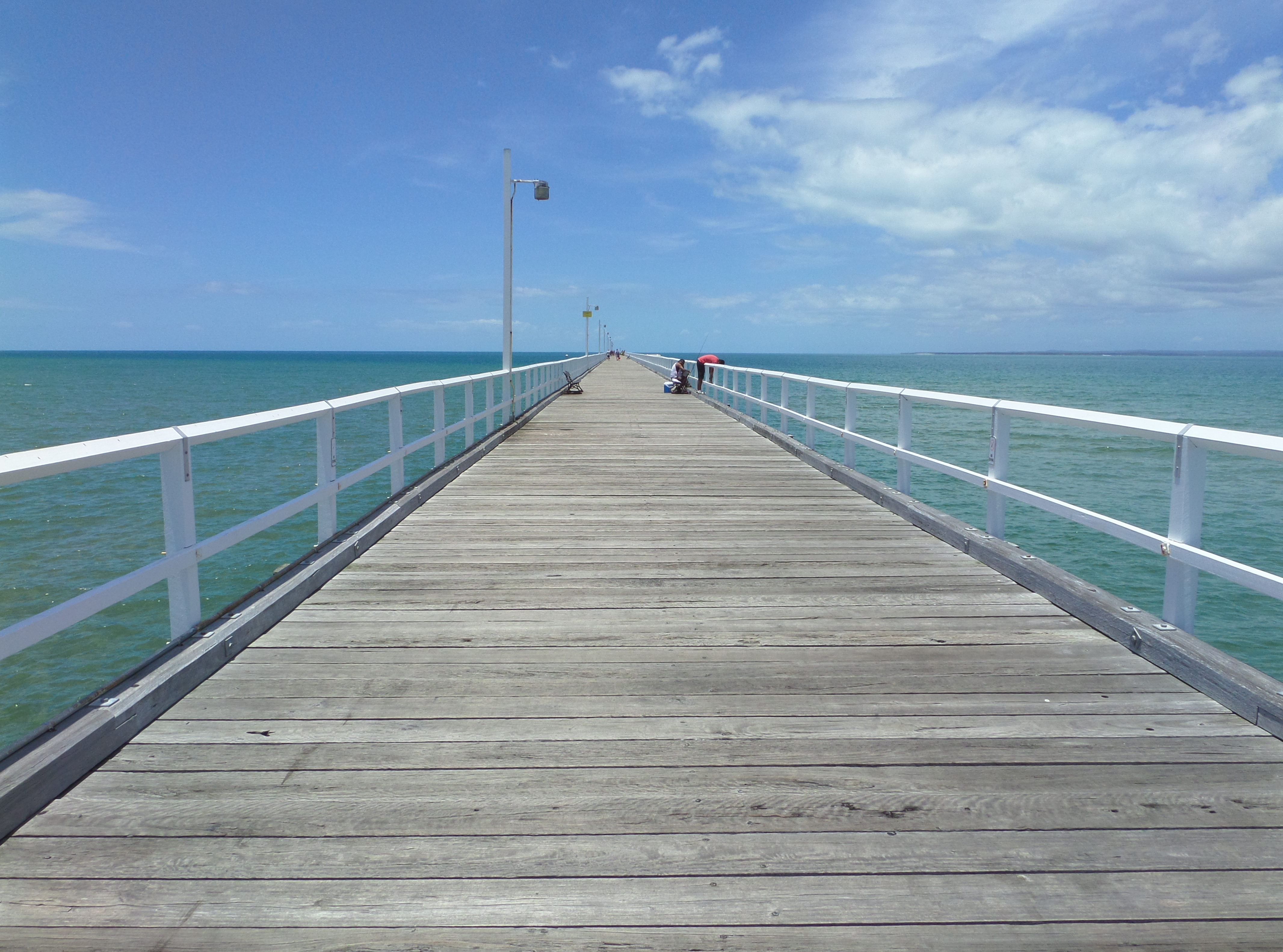
Urangan Pier, Australien

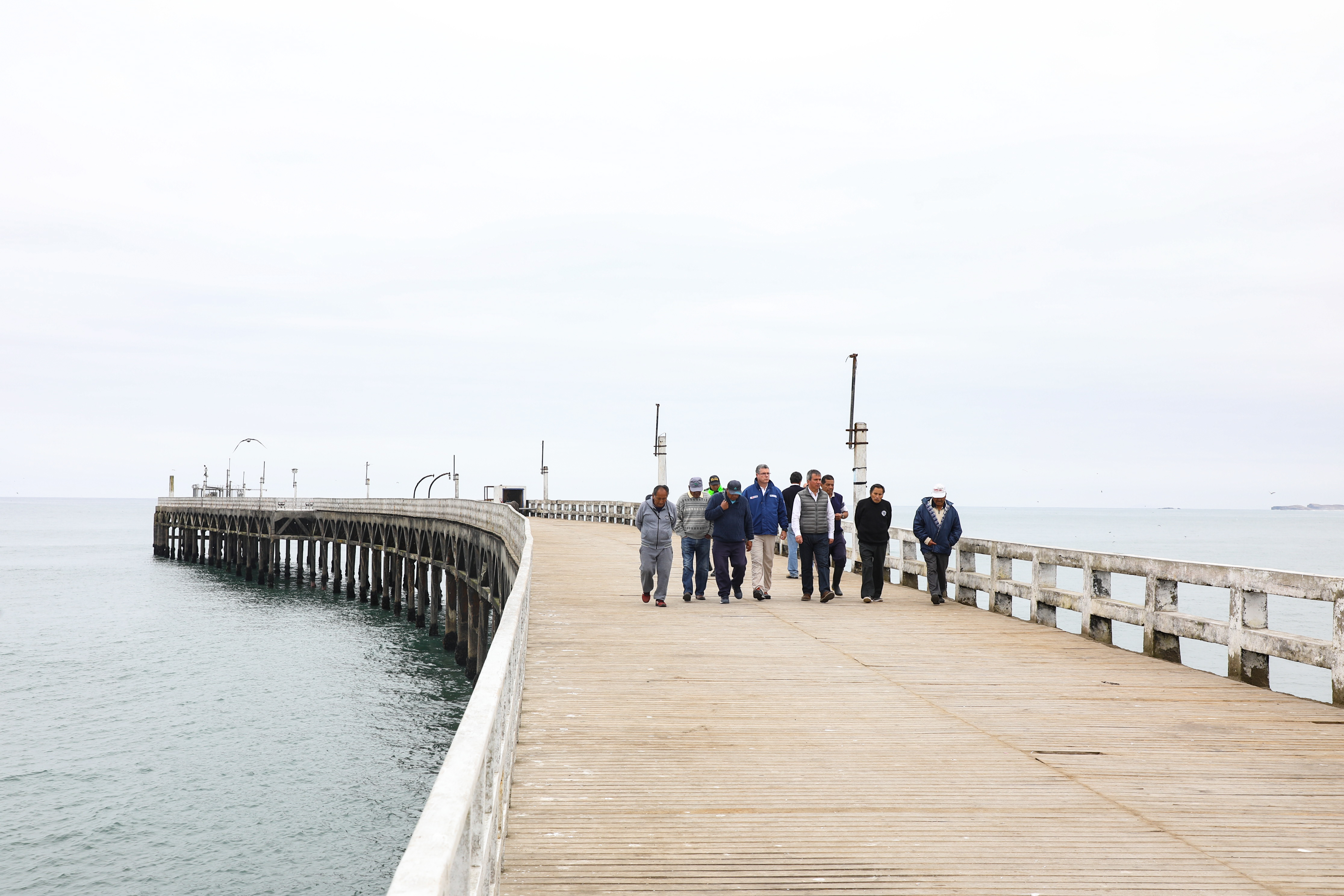
Seebrücke Cerro Azul, Peru

Die Liste von Seebrücken stellt eine Auswahl von Seebrücken, (englisch: piers, auch pleasure piers) innerhalb und außerhalb Europas dar.

## Europa

### Albanien
- Seebrücke Durrësi

### Belgien
- Seebrücke Blankenberge, 320 m
- Seebrücke Nieuwpoort
- Seebrücke Ostende

### Bulgarien
- Seebrücke Burgas

### Deutschland
Siehe: Liste von Seebrücken in Deutschland

### Frankreich
- Calais Jetée Ouest
- Seebrücke von Vierville-sur-Mer

### Litauen
- Seebrücke Palanga, 470 m

### Niederlande
- Seebrücke Scheveningen, 381 m

### Polen
Siehe: Liste von Seebrücken in Polen

### Russland
- Seebrücke Swetlogorsk (Rauschen), Oblast Kaliningrad

### Vereinigtes Königreich
Siehe: Liste von Seebrücken im Vereinigten Königreich

## Afrika

### Elfenbeinküste
- Seebrücke Sassandra

### Namibia
- Seebrücke „Jetty“, Swakopmund

### Togo
- Landungsbrücke, Lomé

## Amerika

### Kanada
- Seebrücke Halifax

### Kolumbien
- Seebrücke Puerto Colombia

### Mexiko
- Pier von Progresso, Progreso, über 6,5 km lang

### Peru
- Seebrücke der Küstenstadt Cerro Azul

### Vereinigte Staaten
Siehe: Liste von Seebrücken in den Vereinigten Staaten

## Asien

### China
- Star Ferry Pier, Hong Kong
- Edinburgh Place Ferry Pier, Hong Kong
- Tsim Sha Tsui Ferry Pier, Hong Kong
- Zhan Qiao Pier, Qingdao

### Indien
- Thalassery Pier
- Wellington Pier, Mumbai

### Japan
- Osanbashi Pier, Yokohama
- Detamachi Pier, Yokohama
- Daikoku Pier, Yokohama
- Mizuho Pier, Yokohama

### Singapur
- Tsing Yi Pier
- Marina South Pier
- Clifford Pier

## Ozeanien

### Australien
- Busselton Jetty, Busselton[1], ca. 2 km
- Urangan Pier, Hervey Bay[2][3]
- Southport Pier, Southport

### Neuseeland
- Pier, New Brighton, Christchurch, 300 m